# Měšice (zámek, okres Tábor)
Zámek Měšice je barokní zámek v jihočeských Měšicích, dnes součásti města Tábor.

## Dějiny zámku a k němu patřící exponáty

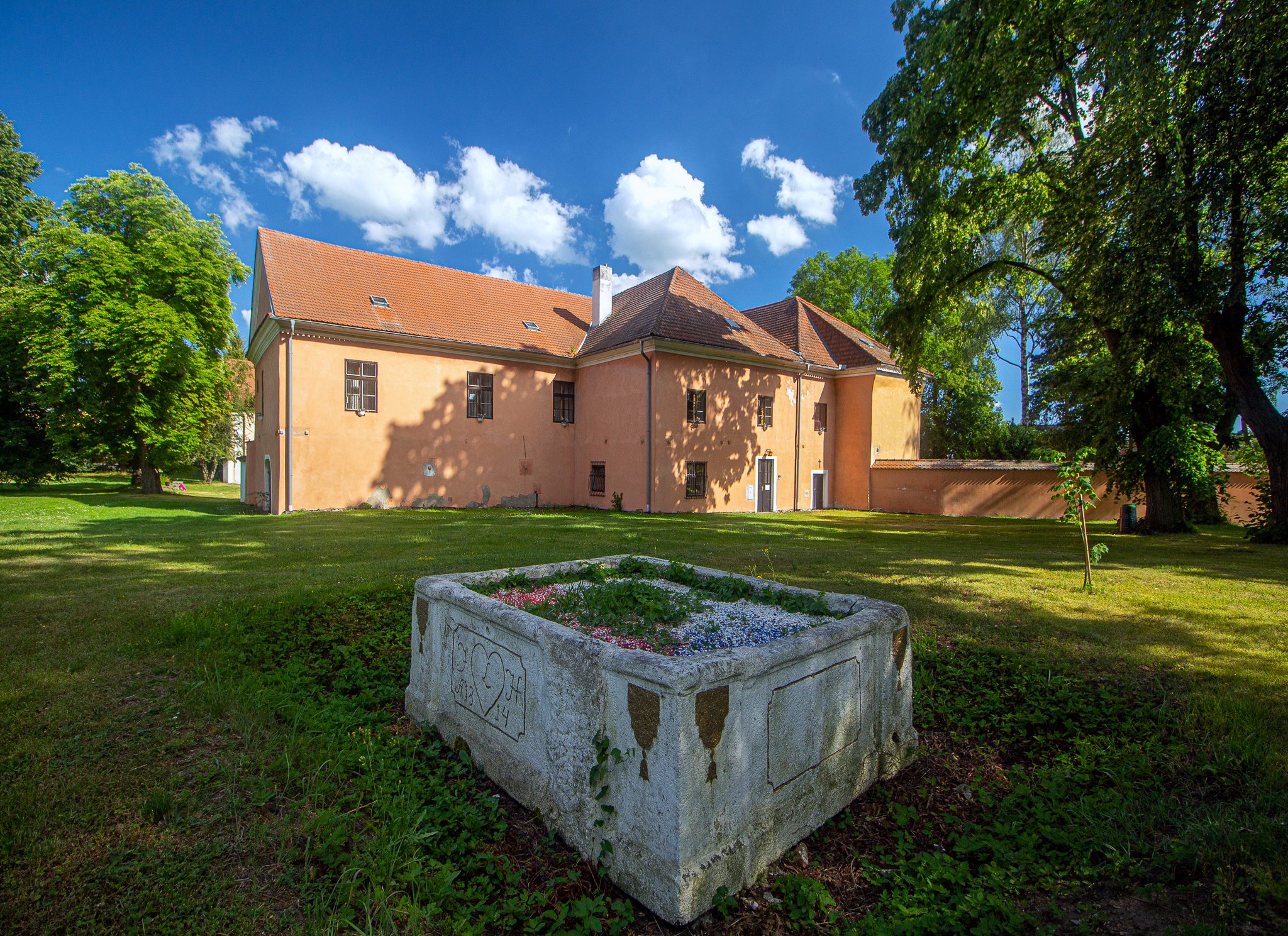
Zámek Měšice

V roce 1545 vystavěl Prokop z Hejlovce ve vsi Měšice renesanční tvrz. V té době patřily Prokopům z Hejlovce vsi Měšice, Čekanice a Stoklasná Lhota.
Renesanční tvrz byla v roce 1699 Janem Josefem Carettem hrabětem z Millesima přestavěna na barokní zámek. V roce 1792 opatřil Jan Hannygar z Eberka zámek originálními zalévacími toaletami, které jsou funkční dodnes.
Jan Schmidtgräber z Lusteneggu rozšířil roku 1817 barokní zámek o empírové schodiště a upravil vnější vzhled na empírovou fasádu. Po roce 1877 patřil měšický zámek baronům Nadherným z Borutína.
Od roku 1997 je majitelem zámku Jan Berwid-Buquoy.
Na zámku jsou v expozici vystaveny nábytkové exponáty z pozůstalosti slavných historických osobností: jídelní stůl a pohovka Reinharda Heydricha, psací stůl, kožená pohovka a jídelní stůl s židlemi Clementine Churchillové, secesní postele z roku 1901 po Janu Masarykovi, komoda se zrcadlem z roku 1939 po Clausi Schenkovi ze Stauffenbergu, hlavním organizátorovi atentátu na Hitlera, dále secesní ložnice z roku 1904 po francouzském ministru zahraničních věcí Aristidu Briandovi, šatník a prádelník z roku 1930 patřící Janu Bervidovi.

## Přístupnost veřejnosti
Barokní zámek Tábor-Měšice je celoročně přístupný veřejnosti v době od 11 do 17 hodin po předchozí domluvě, pro skupiny nejméně pěti osob.

### Stálé výstavy
- „Konrad Adenauer – Člověk, politik a Evropan“
- „Přepadení Československa sovětskou armádou – 21. srpen 1968“
- „John F. Kennedy a jeho doba“

Současně výstava amerických historických akcií, které patřily významným osobnostem USA.

## Zámecký kostel
Zámecký kostel (kaple) na zámku v Měšicích byl postaven v roce 1751 Janem Antonínem Votápkem z Ritterswaldu. Dne 26. března 2010 byl znovu vysvěcen kardinálem Miloslavem Vlkem s patrociniem sv. Jana Nepomuckého. Kostel je přístupný veřejnosti a konají se v něm ekumenické bohoslužby.